# Préfecture de Kagoshima
Kagoshima (鹿児島県, Kagoshima-ken) est une préfecture du Japon située au sud de Kyūshū et sur l'archipel Satsunan. Sa capitale est sa ville principale, Kagoshima.

## Histoire
Avant l'instauration du découpage du Japon en préfectures, la préfecture de Kagoshima correspondait approximativement aux provinces d'Ōsumi et de Satsuma.

## Géographie
Elle est entourée des préfectures de Miyazaki et Kumamoto.

## Municipalités

### Villes
La préfecture de Kagoshima comprend dix-neuf villes :
| - Aira - Akune - Amami - Hioki - Ibusuki - Ichikikushikino - Isa - Izumi - Kagoshima (capitale) - Kanoya | - Kirishima - Makurazaki - Minamikyūshū - Minamisatsuma - Nishinoomote - Satsumasendai - Shibushi - Soo - Tarumizu |

### Districts
La préfecture de Kagoshima inclut huit districts, comprenant vingt bourgs et quatre villages (en italique).
| - District d'Aira - Yūsui - District d'Izumi - Nagashima - District de Kagoshima - Mishima - Toshima - District de Kimotsuki - Higashikushira - Kimotsuki - Kinkō - Minamiōsumi - District de Kumage - Minamitane - Nakatane - Yakushima | - District d'Ōshima - Amagi - China - Isen - Kikai - Setouchi - Tatsugō - Tokunoshima - Uken - Wadomari - Yamato - Yoron - District de Satsuma - Satsuma - District de Soo - Ōsaki |

La ville de Nishinoomote et le district de Kumage forment la sous-préfecture de Kumage.

## Économie
L'activité économique se concentre autour de la Baie de Kagoshima, principalement à Kagoshima et Kirishima. L'activité agricole est présente sur l'entièreté du territoire. La préfecture est l'un des principaux fournisseurs de denrées alimentaires pour le pays. L'industrie électronique est dynamique dans la région, plusieurs entreprises du domaine ont installé des centres de recherche et de production dans la préfecture. A ce titre, dans la ville de Kirishima, se retrouvent l'institue de recherche sur la carrosserie automobile de Toyota et une usine de fabrication de semi-conducteur de Sony.
La société Japan Air Commuter, filiale de la compagnie Japan Airlines, a son siège à l'aéroport de Kagoshima. La compagnie a vocation à améliorer l'accès aux îles isolées de la préfecture, notamment les îles Amami.
Historiquement, la région a servi de point d'entrée pour certaines technologies au Japon, par exemple avec les armes à feu.
En 2022, sur le plan des échanges internationaux, la préfecture se classait à 27e place des préfectures japonaises en terme d'exportations, et à la 13e place en terme d'importations.

## Agriculture
La préfecture est le premier producteur de patate douce du Japon. La variété emblématique de la région est appelée  satsuma imo (薩摩芋), du nom de l'ancienne province de Satsuma.
La région est réputée pour sa production de radis raikon dont les tailles peuvent dépasser celle d'un ballon de basket. Cette particularité est observée sur les pentes du mont Sakurajima où les cendres volcaniques retombent sur les champs de culture.

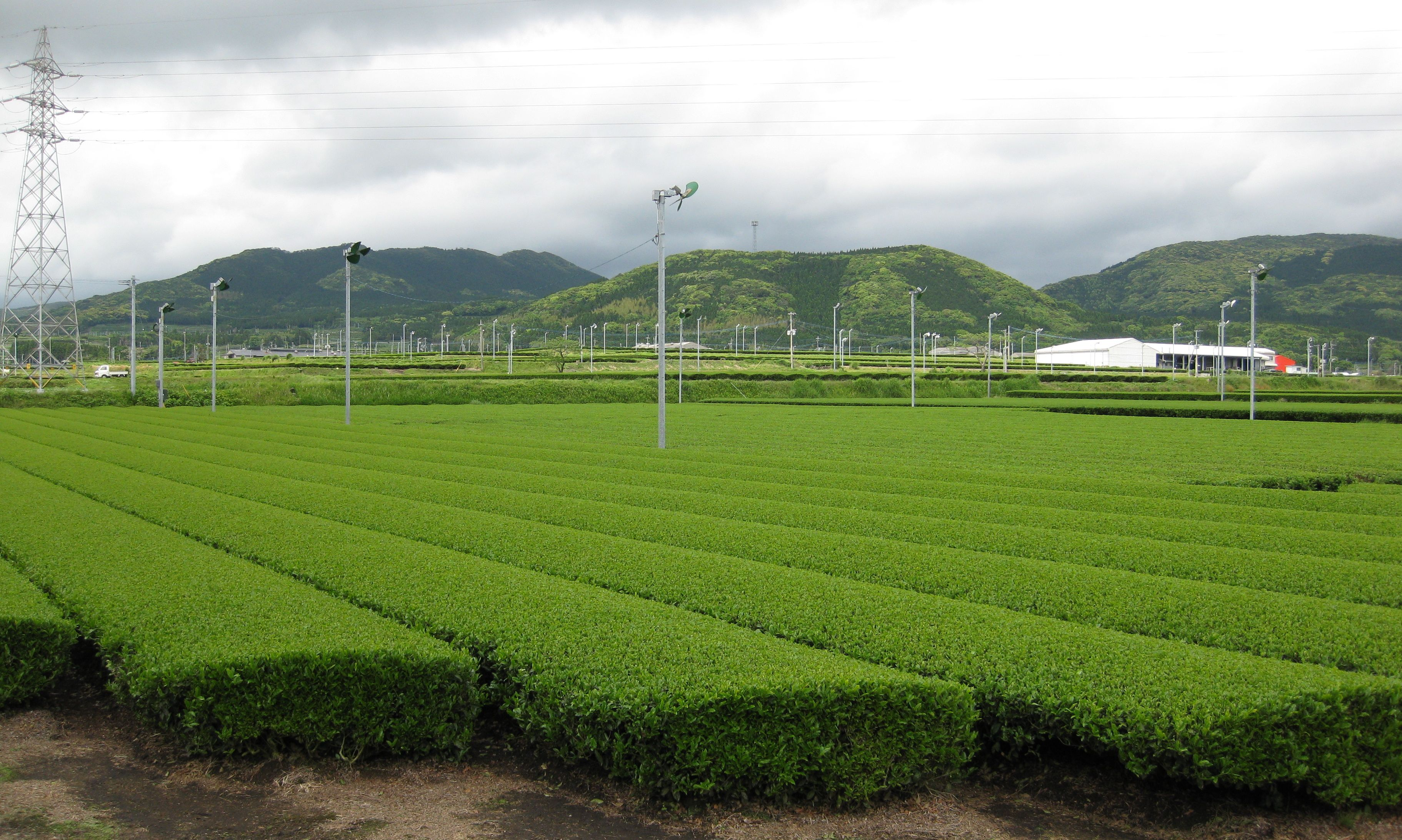
Plantations de thé sur le plateau de Nansatsu

La préfecture est la deuxième productrice de thé au Japon, après la préfecture de Shizuoka. La production commerciale de thé vert dans la préfecture représentait 25,2 milliard de yens, selon les chiffres relevés par le ministère de l'agriculture. En 2020, la production de thé s'élevait à 23 900 tonnes. Cette production est principalement issue du plateau de Nansatsu, s'étalant entre les villes de Minamikyūshū et Makurazaki. D'autres centres de production sont situés plus au nord, à proximité des villes de Kagoshima, Kirishima et Shibushi.
Historiquement, la production de thé vert fût encouragée dans la province de Satsuma par le clan Shimazu pendant la période Edo. Aujourd'hui, la production est principalement orientée vers le Sencha et le Bancha. La production de Matcha n'est pas majoritaire.
La plupart des brasseurs de saké de la préfecture concentrent leur production sur le Shōchū.

## Démographie
| 1995      | 2000      | 2005      | 2010      | 2015      | 2020      |
| --------- | --------- | --------- | --------- | --------- | --------- |
| 1 794 224 | 1 786 194 | 1 753 179 | 1 706 242 | 1 648 177 | 1 588 256 |

## Transports
Due à sa position géographique à l'extrême sud du Japon, et au fait que plusieurs îles méridionales fassent partie de la préfecture, les moyens de transports permettant d'accéder aux endroits isolés se sont développés.

### Aéroports
- Aéroport de Kagoshima
- Aéroport d'Amami
- Aéroport de Tokunoshima
- Nouvel aéroport de Tanegashima
- Aéroport de Yakushima
- Aéroport de Okinoerabu
- Aéroport de Yoron

### Trains
- JR Kyushu

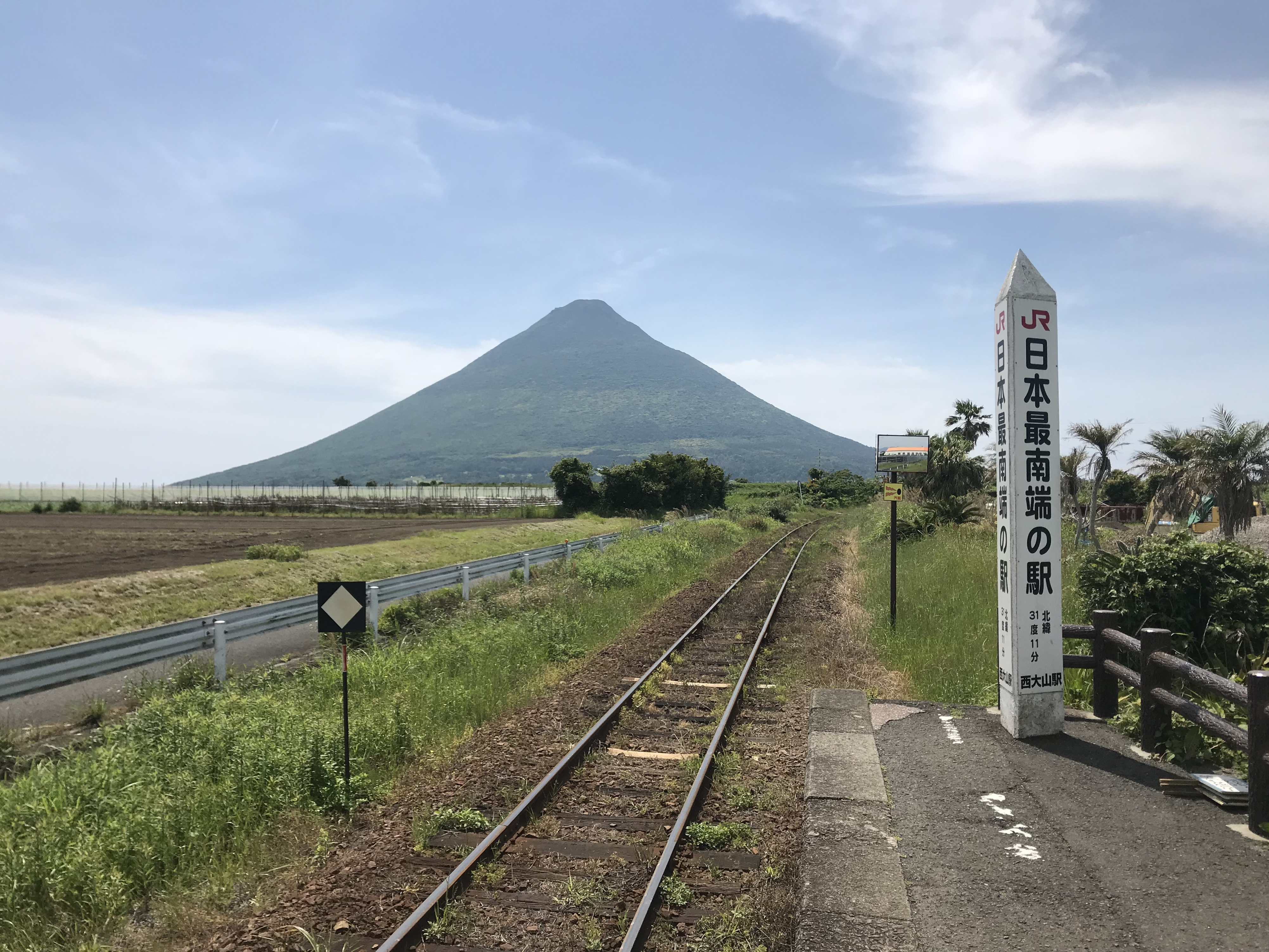
Gare de Nishi-Oyama sur la ligne Ibusuki Makurazaki. Gare JR la plus au sud du territoire japonais. En arrière plan, le mont Kaimon.

  - Ligne shinkansen de Kyūshū, entrée en service du Shinkansen à la Gare de Kagoshima-Chūō (鹿児島中央駅) le 13 mars 2004.
  - Kagoshima line
  - Nippō liine
  - Ibusuki Makurazaki Line
  - Hisatsu Line
  - Kitto Line
- Hisatsu Orange Railway

### Tramway
- Tramway de Kagoshima, entrée en service en 1912.

### Ferries
- Port de Kagoshima
  - Route domestiques vers Sakurajima, île Kikai, Tokunoshima, îles Amami, Tanegashima, Yakushima, île Yoron, Okinoerabu et Naha.
  - Route express vers Ibusuki, Tanegashima et Yakushima.
  - Port commercial international.
- Port de Shibushi
  - Route vers les îles Amami, Tanegashima, Osaka et Tokyo.
  - Port commercial.
- Port de Naze
  - Route vers Osaka, Kobe, Kagoshima, Yakushima, Tanegashima, Tokunoshima et Naha.
- Port de Yakushima
- Port de Tanegashima
- Port de Tokunoshima

## Tourisme
La province de Kirishima est une région volcanique. On y trouve des sources d'eau chaudes ainsi que des cheminées volcaniques.
C'est une région montagneuse où se trouve un volcan du nom de Takachiho No Mine où à son sommet se trouve un sabre de samouraï planté dans la roche.
Le centre-ville de Kagoshima montre une image un peu moins urbaine que Tokyo.
La préfecture jouit d'une popularité dans le tourisme thermal due à la présence de nombreux volcans actifs sur son territoire. Parmi ces volcans actifs, certains représentent des attractions touristiques majeures de la région, comme peuvent l'être le Sakurajima (1 117 mètres), les Monts Kirishima (1 700 mètres) ou le mont Kaimon (924 mètres).
Dans la préfecture, ce sont 2 730 sources d'eau chaude qui sont décomptées. Au sud de la préfecture, dans la ville d'Ibusuki, il existe des stations thermales disposant de bains de sable volcanique. Au nord de la préfecture, la station thermal Kirishima Onsen dispose de nombreux ryokan en altitude.

## Culture
Le poney de Kagoshima ou poney de Tokara est une race de poney originaire des îles Tokara dans la préfecture.
Le Kagoshima-ben est un dialecte parlé dans la préfecture.
La préfecture de Kagoshima est reconnue pour son trio culinaire de "viandes noires". Ce trio de compose de la viande de porc (kurobuta), de la viande de bœuf (kuroushi) et de la viande de poulet (kuro satsuma-dori), des viandes reconnues pour leur qualité. Le terme "viande noire" ne fait pas référence à la couleur de la viande, mais plutôt à la couleur de la robe des bovins, de la peau des porcs et des plumes des poulets dont sont issues les viandes cuisinées. Ces variétés sont réputées pour leur umami particulièrement prononcé. Le Kagoshima Kuroushi, un bœuf wagyu, bénéficie d'une appellation d'origine contrôlée.
La culture "kuro" ne se limite pas aux viandes. L'artisanat local est également influencé par cette culture. Ainsi, sont produits :  
- Le vinaigre kuro, fait à base d'orge et de riz brun. Il est fabriqué dans des jarres exposées le long de la baie de Kinkō pour fermentation.
- Le Kuro Kōji Shōchu, remplaçant le Shiro (blanc) Kōji par du Kuro (noir) Kōji.
- Kokuto Shōchu, ajoutant du sucre de canne au Kuro Kōji Shōchu.
- Kuro Oshima “Oshima Tsumugi”, vêtement traditionnel de soie teint en noir.
- Kuro Satsuma, porcelaine de Satsuma.

## Drapeau
Le drapeau de la préfecture de Kagoshima a été adopté le 10 mars 1967. Il est issu d'un concours public. Il s'agit d'une représentation stylisée et topographique de la préfecture. La partie noire représente les péninsules d'Ōsumi et de Satsuma. Le point central rouge représente le volcan Sakurajima. Des critiques ont été soulevées puisque la représentation n'inclut pas l'archipel Ōsumi et n'inclut pas les îles Anami.

## Personnalités
- Seiji Arikawa (1929-2016), homme politique japonais du Parti social-démocrate.
- Isamu Akasaki (1929-2021), ingénieur japonais.
- Kazuo Inamori (1932-2022), industriel né à Kagoshima,fondateur de KYOCERA et KDDI ainsi que président de Japan Airlines. Nommé citoyen d'honneur de la préfecture de Kagoshima le 28 juin 2019[12].
- Yumi Nakashima (1979-), membre fondatrice et chanteuse du groupe de rock japonais GO!GO!7188.
- Ayami Sato (1989-), joueuse de baseball japonaise née dans la préfecture de Kagoshima.
- Isamu Takeshita (1869-1949), amiral de la marine japonaise.
- Yumiko Udo (1969-), présentatrice de la NHK née dans la préfecture de Kagoshima.

## Jumelages
La préfecture de Kagoshima est jumelée avec les municipalités ou régions suivantes :
- Géorgie (États-Unis) depuis le 28 novembre 1966.
- Jeolla du Nord (Corée du Sud)